# 次なる戦いへ
『次なる戦いへ』はHBO(日本ではスター・チャンネルが放送)のファンタジー・ドラマ・シリーズである『ゲーム・オブ・スローンズ』の第3章『戦乱の嵐-前篇-』の第10話にして最終話である。プロデューサーでもあるデイヴィッド・ベニオフ と D・B・ワイスによって、原作『剣嵐の大地』に基づいて脚本が書かれ、 デヴィッド・ナッターが監督した。
本エピソードは〈釁られた婚儀〉の結果として起きる出来事を描く。フレイ家はリヴァーランの領主の地位を手に入れ、ルース・ボルトンは〈北部総督〉に任命され、ラニスター家は勝利をおさめるが、グレイジョイ家は新たな作戦を始める。〈壁〉では、メイスター・エイモンがホワイト・ウォーカーの出現をウェスタロス中に告げるため、鴉を飛び立たせる。狭い海の向こう側では、ユンカイで解放された奴隷たちが、デナーリスを”母”と呼ぶ。

## あらすじ

### キングズランディング
新婚のティリオン(ピーター・ディンクレイジ)とサンサ(ソフィー・ターナー)の関係は冷たいままだが、見捨てられた者同士の立場を散歩中に冷やかしあい、二人の仲は氷解しかける。ポドリック・ペインがやって来て、ティリオンが小評議会に呼ばれたことを伝える。ティリオンは、〈釁られた婚儀〉でロブとキャトリンが死んだことを聞かされる。ジョフリー王(ジャック・グリーソン)はサンサへの贈り物としてロブの首をキングズランディングに運ぶよう命令し、ティリオンは怒ってまたもジョフリーを脅す。ジョフリーは怒ってティリオンを脅し返し、なだめようとするタイウィンに口答えする。タイウィンはジョフリーを恐れていないことを示し、部屋に連れて行って落ち着かせるように言う。二人だけになり、タイウィンはティリオンに〈双子城〉での殺人について話し、ティリオンとサンサの息子が成人するまでルース・ボルトンを〈北部総督〉にすると話す。〈北部人〉は〈釁られた婚儀〉でのラニスター家の役割を忘れも許しもしないだろうとティリオンが警告しても、タイウィンは気にも留めない。会話の最後に、タイウィンはサンサをいまだ妊娠させていないティリオンを責め、ティリオンがこの世に生まれた日のことを話す。ティリオンはサンサに悲報を聞かせるために自室に戻る。涙の跡の残る顔で一人窓の外を眺めるサンサを見つけ、サンサがすでに聞いたことを悟る。同情が温かみのない慰めにしかならないことを知り、ティリオンは去る。
ヴァリス公(コンリース・ヒル)とシェイ(シベル・ケキリ)は東にある二人の共通の故郷、ティリオンの結婚、そのシェイへの影響について話をする。ヴァリスはダイアモンドで一杯の袋をシェイに与え、エッソスに旅立って新しい人生を送り、ティリオンを危険から遠ざけて、キングズランディングをよりよい場所にすることに集中させたいと望むが、シェイは断る。夜、サーセイ (レナ・ヘディ)はティリオンを訪れ、妊娠すれば、ジョフリーが生まれた時の自分のようにサンサは幸せになれると言う。
ジェイミー・ラニスター(ニコライ・コスター＝ワルドー)、ブライエニー(グェンドリン・クリスティー)、そしてクァイバーンはキングズランディングに着き、ジェイミーはすぐにサーセイに会いに行く。

### 〈双子城〉
王が殺された後、〈双子城〉の外側で、忠実なスターク家の旗主たちはフレイ家と勝ち目のない戦いをする。”ハウンド” サンダー・クレゲイン(ロリー・マッキャン)とアリア(メイジー・ウィリアムズ)は、ロブの斬首された死体にロブのダイアウルフのグレイウィンドの頭がつけられて、フレイ家の兵士が行進するのを見ておののく。後に、アリアとハウンドは4人のフレイ家の兵がスターク家の者を殺した話をしているところに出くわす。アリアは馬を下りて、ロブの死体を冒涜したと言う兵士を襲い、首を何度も刺す。ハウンドが残りの兵士を殺す。
婚儀の翌朝、ウォルダー・フレイとルース・ボルトン(マイケル・マケルハットン)は前夜の出来事、エドミュア・タリー(トビアス・メンジーズ)を牢に捕えていること、”ブラックフィッシュ”ブリンデン・タリー(クライヴ・ラッセル)に逃げられたこと、そしてリヴァーランの領主と〈北部総督〉というお互いの新しい地位について話す。ウォルダーは、何があってウィンターフェルが廃墟になったのか聞くが、ボルトンはグレイジョイ家から城を取り戻すために息子のラムジー・スノウを送ったと言う。〈鉄諸島人〉はシオンを裏切って差し出したが、ロブが約束したはずの安全な帰路を与えられず、生きたまま皮を剥がれて殺されている。

### 〈北部〉
放棄された〈夜の砦〉に着き、ミーラ・リード(エリー・ケンドリック)はブラン(アイザック・ヘンプステッド＝ライト)とジョジェン・リード(トーマス・サングスター)に、城は安全なので入っていいと言う。火のそばでブランは、かつて〈冥夜の守人〉の一員で、客を屋根の下で殺したので、神罰を受けた”鼠のコック”の話をする。後に、ブランは物音で目を覚まし、仲間を起こす。大男が井戸を登って出て来て、ミーラに攻撃されるが、サムウェル・ターリー(ジョン・ブラッドリー)だとわかる。サムはブランのダイアウルフを見てブランが誰だかすぐにわかる。ブランは一行を〈壁〉の北に連れて行ってくれと頼み、サムは渋るが最後は折れる。別れる前に、サムはドラゴングラス(黒曜石)を与え、ホワイト・ウォーカーを殺す力があると言う。サムとジリ(ハンナ・マリー)は〈黒の城〉(カースル・ブラック)に着き、メイスター・エイモンに会って〈壁〉の向こう側での出来事を語る。エイモンはジリとその息子を避難民と認めて滞在を許し、七王国中にホワイト・ウォーカーの到来を知らせるべくすべての鴉を送り出す。
馬で〈壁〉に戻るジョン・スノウ(キット・ハリントン)は、傷を洗うために立ち止まり、イグリット(ローズ・レスリー)が弓を引く音を聞く。矢を放たないよう説得するが、ジョンが去ろうとした時イグリットは矢を放ち、肩に当てる。ジョンは何とか馬に乗るが、イグリットは足に矢を当てる。ジョンは逃げ、イグリットは三矢目を放つ。ジョンは傷を負いながら、〈黒の城〉にたどり着く。〈冥夜の守人〉の兄弟たちはジョンを運び入れ、サムとピップが手当てをするよう言う。
ドレッドフォート城で、シオンはラムジー・スノウである少年に、殺して苦しみを終わらせてくれと願う。ラムジーは、死んではシオンの価値が無くなると言い、”リーク”(くさや)というあだ名を与え、シオンが新しい名で自分自身を呼び始めるまで殴る。

### 〈鉄諸島〉
ベイロン・グレイジョイは、〈鉄諸島人〉が自分の支配下にある〈北部〉から退去しないと、生きたまま皮を剥ぐと脅すラムジー・スノウからの手紙を読む。ラムジーは、手紙と共に、シオンの切除された陰茎の入った箱を送って来ている。娘のヤーラは抗議するが、ベイロンは脅しを拒絶し、シオンの拷問が続いても構わないと言う。ヤーラは父の決断に従わず、50人の最強の戦士と最速の船をもってボルトン家のドレッドフォート城に向かう。

### ドラゴンストーン
スタニスの〈王の手〉ダヴォス・シーワース(リアム・カニンガム)は地下牢にジェンドリーを訪ね、自分がどのようにして貴族になったかを話して親しくなろうとする。後にプリンセス・シリーンと字を読む練習をしている時、ダヴォスは〈冥夜の守人〉から送られた手紙を読む。その時、鐘が鳴り、ダヴォスはシリーンを置いてスタニス(スティーヴン・ディレイン)とメリサンドル(カリス・ファン・ハウテン)に会いに行く。スタニスはロブ・スタークが死んだとダヴォスに話し、メリサンドルが蛭を焼いた儀式のおかげだと言う。メリサンドルは、〈光の王〉に捧げる犠牲としてジェンドリーを火あぶりにしようと考え、ダヴォスの反対にもかかわらず、スタニスは供犠の実行を命令する。夜、ダヴォスは地下牢からジェンドリーを密かに解放し、ドラゴンストーンを抜け出すための船を与える。
後に、スタニスとメリサンドルはダヴォスにジェンドリーを解放したか尋ね、ダヴォスは認める。スタニスはダヴォスの処刑を命じるが、ダヴォスはスタニスにはまだ自分の助けが必要だと言う。スタニスが理由を尋ねると、ダヴォスは〈冥夜の守人〉からの手紙を見せる。メリサンドルは手紙をくべた炎の中に、〈北部〉で起こる戦争を視る。メリサンドルは、〈北部〉を救えるのはスタニスだけだと言い、そのためにはダヴォスの助けが必要になると言って、処刑をやめさせる。

### 狭い海の向こう側
ユンカイの外で、デナーリス・ターガリエン(エミリア・クラーク)、助言者たち、そして〈穢れなき軍団〉は市の奴隷を迎え、解放する。奴隷たちがやって来た時、ミッサンデイは、デナーリスが彼らを解放したと話しかけるが、デナーリスは奴隷たち自身だけが自由を取り戻せるのだと言う。群衆は"ミサ"と繰り返し始め、ミッサンデイはこれが古代ギスカル語で"母"を意味すると言う。デナーリスはドラゴンたちに飛び立つよう言い、自軍の間を通り抜け、解放された奴隷たちの間を歩き、奴隷たちは肩にデナーリスを担ぎ上げる。デナーリスは微笑み、ドラゴンが自由に飛び回る空を見上げる。

## 製作

### 脚本
原作第三部『剣嵐の大地』の第43、49、53-55、57、63、64章に基づいて、プロデューサーでもあるデイヴィッド・ベニオフ と D・B・ワイスが脚本を書いた。

## 評判

### 視聴者数
初回放送は540万人が視聴し、一年前の第二章の最終回が420万人に見られたことと比べると28%の上昇となった。同夜の再放送は90万人が視聴したので合計は630万人の視聴者となった。

### 賞
2013年度プライムタイム・エミー賞撮影賞シングルカメラ・シリーズ部門にノミネートされた。

## 参照
1. ↑  Bibel, Sara (2013年6月11日). “Sunday Cable Ratings: 'Game of Thrones' Wins Night, 'Falling Skies', 'Mad Men', 'Army Wives', 'Veep', 'The Client List' & More”. TV by the Numbers. 2013年6月10日閲覧。